# La Pitié dangereuse
La Pitié dangereuse (Ungeduld des Herzens) est un roman achevé de Stefan Zweig, paru en 1939.

## Histoire
Exilé en Angleterre, Zweig écrit ce roman avant la Seconde Guerre mondiale, en observant avec désespoir les forces destructrices qui ont mené à celle de 14-18 revenir sous la forme du nazisme. Il situe d'ailleurs son récit en 1913, juste avant la Grande Guerre.

## Résumé
Cette œuvre raconte l'histoire d'un jeune officier autrichien, Anton Hofmiller, qui, malgré lui, suscite l'amour d'Édith de Kekesfalva, jeune paralytique et fille d'un riche propriétaire de la région. L'amour fou de la jeune fille se termine en tragédie.

## Structure narrative
Dans ce roman, Stefan Zweig utilise, d'une manière subtile, la focalisation (point de vue narratif) des personnages.

## Thème
La Pitié dangereuse est également le miroir de l'Autriche-Hongrie d'avant la Première Guerre mondiale et de ses préjugés sociaux.

## Adaptations

### Au cinéma
- 1946 : Amour tragique du cinéaste britannique Maurice Elvey

### À la télévision
- 1979 : La Pitié dangereuse d'Édouard Molinaro

### Au théâtre
- 2001 à L'Illiade (Strasbourg) et en tournée, dans adaptation et une mise en scène de Pierre-Jérôme Adjedj
- 2005 au Théâtre Vidy-Lausanne et en tournée, mise en scène Philippe Faure, avec Sylvie Testud et Benjamin Egner
- 2012 au Théâtre du Lucernaire et dans le sud de la France, dans une mise en scène de Stéphane Olivié-Bisson
- 2017 pour le Festival d'Automne à Paris mis en scène par Simon Mc Burney avec la troupe de la Schaubühne de Berlin en allemand surtitré français.